# Un drôle de lascar
Pour plus de détails, voir Fiche technique et Distribution.
Un drôle de lascar (A Yank at Eton) est un film américain en noir et blanc réalisé par Norman Taurog, sorti en 1942. 
Il s'agit d'un remake du film britannique Vive les étudiants, réalisé par Jack Conway (1938).

## Synopsis
Pendant la Seconde Guerre mondiale, l'adolescent américain Timothy Dennis et sa sœur, se retrouvent en Grande-Bretagne. Timothy est envoyé au prestigieux pensionnat Eton. De nombreux malentendus et quiproquos surviennent à l'école en raison des différences culturelles...

## Fiche technique
- Titre français : Un drôle de lascar
- Titre original : A Yank at Eton
- Réalisation : Norman Taurog
- Scénario : Thomas Phipps, George Oppenheimer et Lionel Houser
- Producteur : John W. Considine Jr.
- Société de production : Metro-Goldwyn-Mayer
- Société de distribution : Metro-Goldwyn-Mayer
- Direction artistique : Cedric Gibbons
- Décors : Edwin B. Willis
- Photographie : Karl Freund et Charles Lawton Jr.
- Montage : Albert Akst
- Musique : Bronislau Kaper
- Pays de production : États-Unis
- Format : Noir et blanc — 35 mm — 1,37:1 — Son : Mono
- Genre : Comédie
- Durée : 88 minutes
- Dates de sortie : 
  - États-Unis : septembre 1942
  - France : 23 novembre 1945

## Distribution
- Mickey Rooney : Timothy Dennis
- Edmund Gwenn : Headmaster Justin
- Ian Hunter : Roger Carlton
- Freddie Bartholomew : Peter Carlton
- Marta Linden : Winifred Dennis Carlton
- Juanita Quigley : Jane "The Runt" Dennis
- Alan Mowbray : Mr. Duncan
- Peter Lawford : Ronnie Kenvil
- Raymond Severn : Isaac "Inky" Weeld

## Source
- Un drôle de lascar sur EncycloCiné